# Manuel da Natividade
Manuel da Natividade, O.F.M. (Tomar, cerca de 1615 - São Paulo de Luanda, 8 de dezembro de 1685) foi um frade franciscano e prelado da Igreja Católica português, bispo de Angola e Congo.

## Biografia
Foi guardião do Convento de Alenquer, secretário, custódio e provincial do Capítulo dos franciscanos.
Foi nomeado bispo de Angola e Congo em 15 de setembro de 1675 por Dom Pedro, Duque de Beja, sendo confirmado pela Santa Sé em 2 de dezembro do mesmo ano e, no ano seguinte, foi consagrado. Durante sua prelazia, foi concluída a Sé Catedral de Luanda, sendo de fato o primeiro bispo a residir em Luanda.
Faleceu em São Paulo de Luanda, em 8 de dezembro de 1685, quando ocorreu um eclipse lunar durante seu velório. Como a notícia de sua morte foi chegar a Lisboa em 19 de agosto de 1686, antes, em 18 de março, foi nomeado para a Diocese de Angra.